# Estadio de Alvear y Oro
El Estadio Estudiantes (BA), conocido popularmente como Alvear y Oro, fue un recinto deportivo propiedad del club homónimo, ubicado en la ciudad de Buenos Aires, Argentina. Se situaba en la intersección de las calles Alvear (hoy avenida del Libertador) y Fray Justo Santa María de Oro, en el barrio de Palermo. Hoy en día, la totalidad del predio es parte de la plaza Holanda. 
Fue la primera cancha de Estudiantes de Buenos Aires. El club fue desalojado de allí por la municipalidad en 1910, para la instalación del Pabellón Industrial de la Exposición Internacional del Centenario. Sin un nombre propio, el recinto es conocido por la intersección de sus calles adyacentes. 